# Bathyphantes dubius
Bathyphantes dubius là một loài nhện trong họ Linyphiidae.
Loài này thuộc chi Bathyphantes. Bathyphantes dubius được George Hazelwood Locket miêu tả năm 1968.